# Consentiment sexual

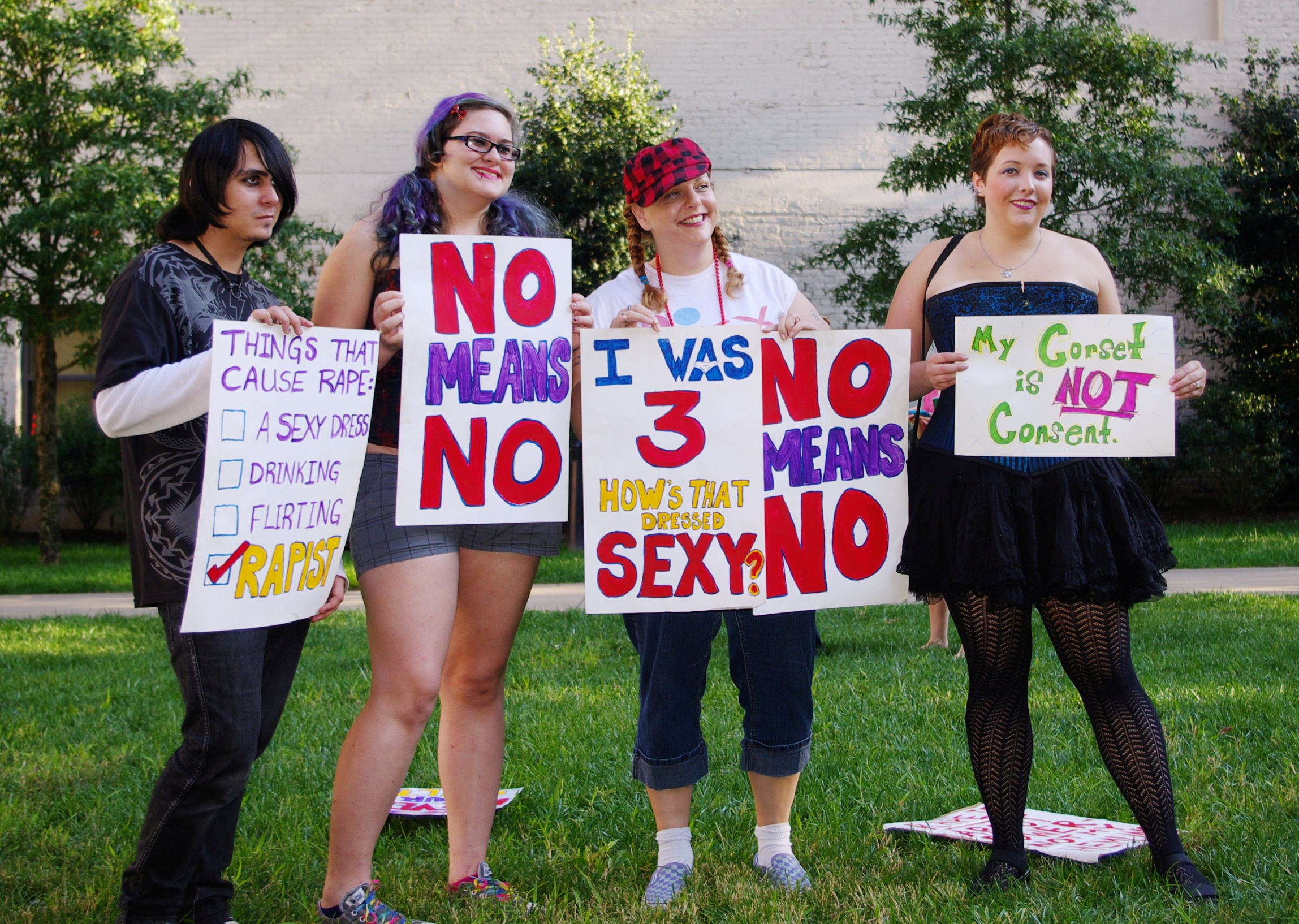
Participants en una SlutWalk amb cartells en anglès que afirmen la importància del consentiment sexual. Dos diuen "No és no" i un altre declara que la roba sexy no pressuposa consentiment.

El consentiment sexual és l'aprovació que dona una persona, d'una manera conscient i lliure per  realitzar activitats sexuals. L'activitat sexual sense consentiment és considerada violació o una altra agressió sexual. A finals de la dècada del 1980, l'acadèmic Lois Pineau va argumentar que la societat ha de canviar cap a un model més comunicatiu de sexualitat de manera que el consentiment esdevingui més explícit i clar, objectiu i etiquetatge, amb un model més comprensible que el "No és no" o "Només sí que és sí". Moltes associacions, institucions -com a universitats i ajuntaments- i mitjans de comunicació, especialment en països anglosaxons, porten realitzant campanyes de conscienciació des de fa anys sobre aquest consentiment.

## Elements de consentiment
Dins de la literatura erudita, les definicions que envolten el consentiment i com hauria de ser comunicat han estat contradictòries, limitades o sense consens. El Dr. James Roffee, un conferenciant sènior en criminologia a l'Escola Universitària de Ciències Socials Monash argumenta que la definició legal de consentiment en el Dret Penal necessita ser universal, a fi d'evitar confusió en decisions legals (judicis). També demostra com la idea moral del consentiment no sempre s'alinea amb el concepte legal. Per exemple, algun germà adult o altres membres familiars voluntàriament poden introduir-se en una relació, però així i tot el sistema legal considera això incest i, per tant, un delicte. Roffee argumenta que l'ús d'argot particular en la legislació respecte a aquestes activitats sexuals manipula al lector per a veure'l immoral i delinqüencial, fins i tot siambas parts estan consentint. De mode similar, alguns menors que encara no han arribat a la edat legal de consentiment poden deliberadament i de bon grat estar en una relació sexual. Així i tot, la llei no veu això com a legítim. L'edat de consentiment, no inclou nivells variables de conscienciació i maduresa. Aquí pot veure's que la comprensió moral i la comprensió legal no sempre s'alineen.
Alguns individus són incapaços de donar consentiment, o fins i tot si poden indicar verbalment que consenten, es considera que manquen de la capacitat de donar consentiment informat o ple (p. ex., menors sota l'edat de consentiment o una persona embriaga). Les persones també poden consentir activitats sexuals indesitjades.

### Activitat sexual indesitjada
L'activitat sexual indesitjada pot implicar violació o un altre tipus d'agressió sexual, però també pugui ser distingida d'ells. Jesse Ford, l'autor d'un estudi de 2018 que va mostrar que els homes són capaços de tenir sexe indesitjat amb dones per a "provar que no són homosexuals", declara que "tota agressió sexual és sexe indesitjat, però no tot sexe indesitjat és agressió sexual."
Un estudi de 1998 va mostrar que tant homes i dones "consenten activitat sexual indesitjada" en cites heterosexuals; en aquests casos, van consentir a mantenir sexe indesitjat per a satisfer al seu company/a de llit, "promoure la intimitat", o evitar tensió en la relació". Els autors argumenten que estimacions de "experiències sexuals indesitjades (no-consensuals)" poden confondre sexe disensual i consensual.

### Verbal vs. no verbal

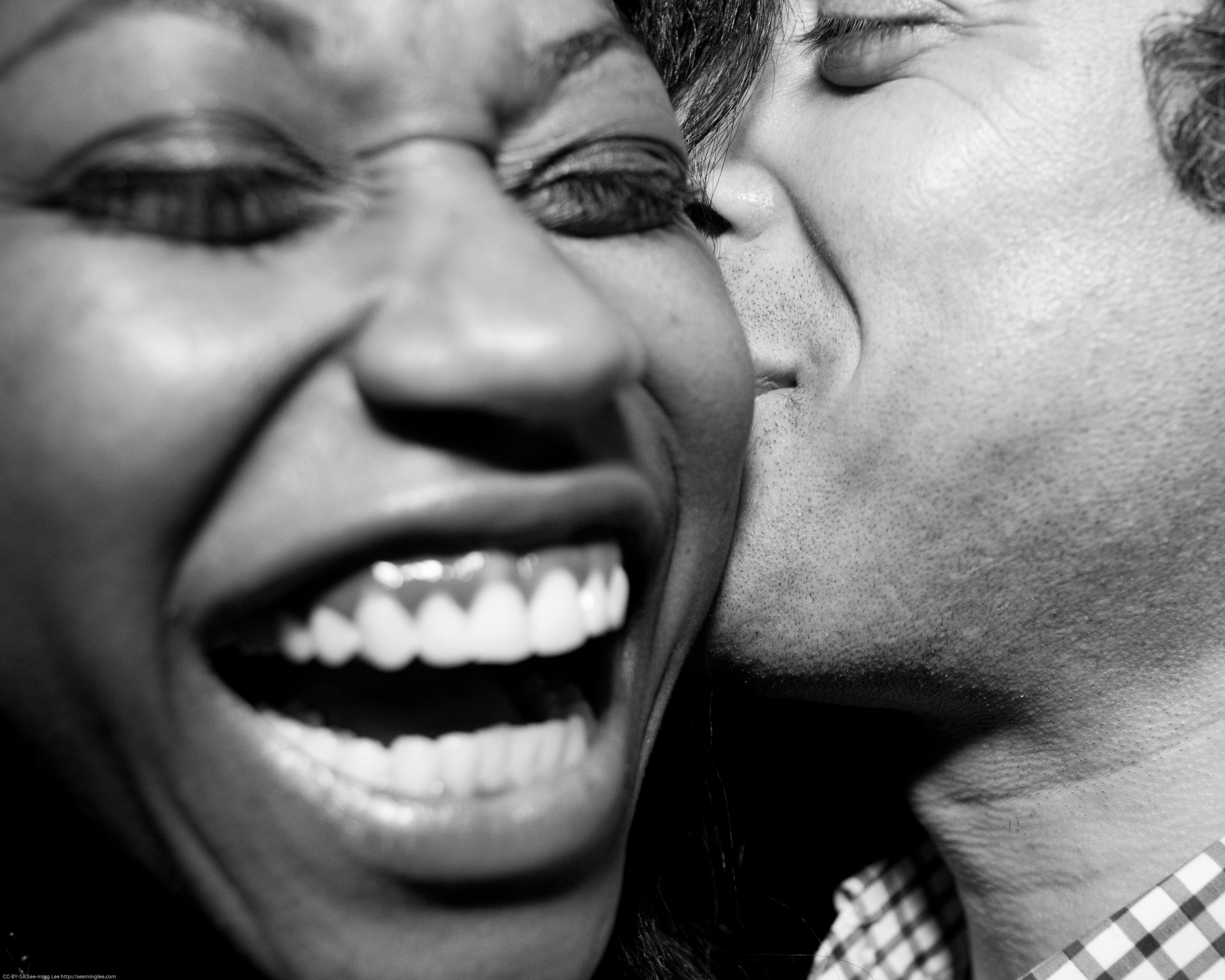
Mentre les diferents polítiques de consentiment tenen visions diferents sobre si les pistes no verbals compten com a consentiment, algunes regles permeten buscar el consentiment a través de comunicació no verbal.

Pot haver-hi consentiment verbal o no verbal, o una mescla dels dos tipus, segons la llei o política que s'apliqui. Segons l'autor de Bustle (Ajetreo) Kae Burdo, "només el consentiment verbal compta". Les regles de la universitat Dartmouth sobre consentiment sexual afirmen que la comunicació en trobades íntimes consisteix sovint en actes de comunicació no verbals com somriure, assentir amb el cap, i tocar a l'altra persona; així i tot, declara que "... el llenguatge corporal sovint no és suficient" perquè interpretar aquest és arriscat, així que la millor opció és utilitzar "comunicació verbal explícita". The New York Times informa que els homes típicament utilitzen indicadors no verbals per a determinar si hi ha consentiment (61 per cent diuen que perceben consentiment a través del llenguatge corporal del seu company/a), mentre que les dones típicament esperen fins que el seu company els pregunta abans d'indicar consentiment (només el 10 per cent diuen que indiquen consentiment a través de la expressió corporal), una aproximació diferent que pot dirigir a confusió en parelles heterosexuals.

### Edat
L'establiment d'una edat de consentiment sexual diferent en cada jurisdicció, per a menors d'una certa edat, els suposa incapaces de donar consentiment vàlid per llei a actes sexuals. L'edat de consentiment és l'edat sota la qual un (o una) menor és considerat per a ser legalment incompetent de consentir a realitzar actes sexuals. Consegüentment, un adult que realitza qualsevol activitat sexual amb un menor més jove que l'edat del consentiment no pot clamar que l'activitat sexual era consensuada, i tal activitat sexual pot ser considerada violació per llei o estatutària (estupre). La persona sota l'edat mínima és considerada com a víctima i la seva parella sexual es considera com a infractor, tret que tots dos siguin menors. El propòsit d'establir una edat de consentiment és per a protegir els menors d'avanços sexuals. L'edat de consentiment varia àmpliament de jurisdicció a jurisdicció, encara que la majoria de jurisdiccions situen l'edat de consentiment en la gamma de 14 a 18 anys. Les lleis també poden variar pel tipus d'acte sexual, el gènere dels participants o altres consideracions, com la situació de posició de confiança; algunes jurisdiccions poden també permetre a menors involucrar-se en actes sexuals entre ells, en lloc de cenyir-se a una única edat de consentiment.

### Condicions o incapacitats mentals
Així mateix, persones amb la malaltia d'Alzheimer o incapacitats similars poden ser incapaces de donar consentiment legal a relacions sexuals fins i tot amb el seu cònjuge. Nova York no ho considera consentiment en casos on les persones tenen una incapacitat física que els fa incapaç de comunicar que no consenten, bé utilitzant paraules o bé físicament o si tenen una malaltia mental o una altra condició que els fa incapaces d'entendre l'activitat sexual.

### Inconsciènciaointoxicació
En algunes jurisdiccions, els individus que estan intoxicats amb alcohol o fàrmacs no poden consentir. Per exemple, les lleis de Míchigan de Conductes Sexuals Criminals declara que és delicte tenir sexe amb una “persona mentalment” incapacitada que no pot controlar la seva conducta o donar consentiment.

### Posició de confiança o autoritat
A l'hora de determinar si una trobada sexual era consensual, els tribunals canadencs consideraran si l'acusat estava en una "posició de confiança o autoritat" respecte al querellant, perquè això soscava el consentiment. Mentre aquest principi general és part de la llei canadenca, els tribunals estan debatent quina és la definició exacta de posició de confiança i autoritat. Alguns exemples de persones en posició de confiança o autoritat inclouen a professors, ocupadors o caps, monitors de campament o animadors socioculturals, professionals de cura de la salut, o entrenadors.

### Engany i impostura
Les trobades sexuals on una part usa l'engany o la impostura per a obtenir el consentiment podria ser no consensual. Quan això ocorre, si A dona consentiment per a tenir sexe amb B, però B ha mentit sobre un assumpte pertinent, A no ha donat consentiment informat ple. L'engany podria incloure declaracions falses sobre si es va usar contracepció, o sobre la seva edat, sexe/gènere, estat civil, religió o ocupació, patiment de infeccions de transmissió sexual, fer-se passar per la seva parella, i fer creure falsament que l'activitat sexual és algun tipus de procediment mèdic necessari per a curar-se. Entre exemples d'això s'inclou un home de Califòrnia que va entrar al dormitori d'una dona de 18 anys després que el seu nuvi deixés el dormitori, de tal forma que ella va pensar que ell era el seu nuvi; també, un home israelià que va dir ésser pilot i metge sense ser-ho per a tenir sexe amb ella; i un home d'EUA  qui falsament va afirmar ser un jugador de futbol de la NFL com a manera d'aconseguir trobades sexuals.

## Iniciatives, plans i lleis

### En general

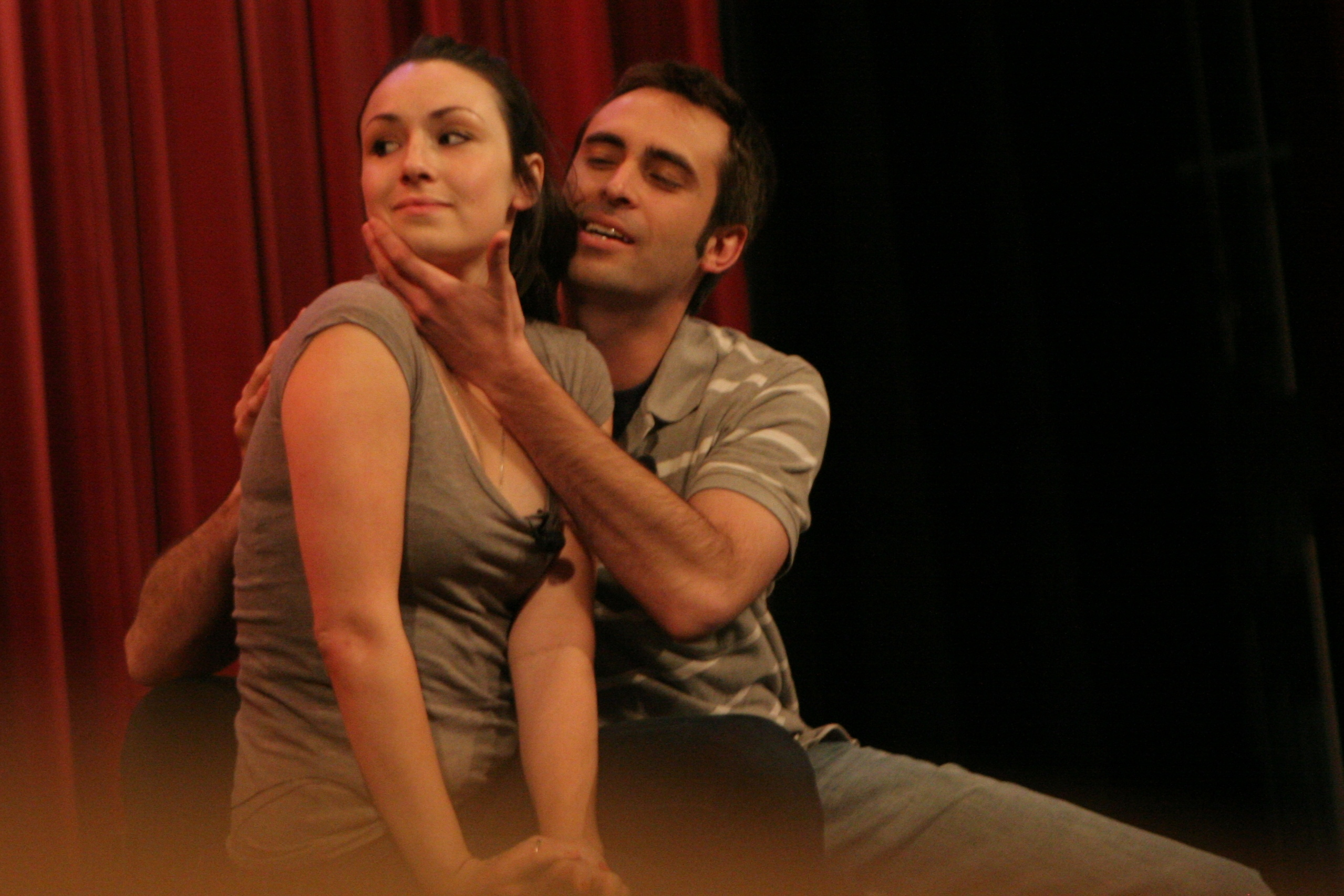
Intèrprets de Produccions de la Catarsi (Catharsis Productions) plantegen escenaris en els quals un home actua inadequadament cap a una dona durant els senyals del 'joc de festeig.' L'objectiu de l'actuació és també ajudar a membres de les forces armades a entendre què és el consentiment i que "no és no".

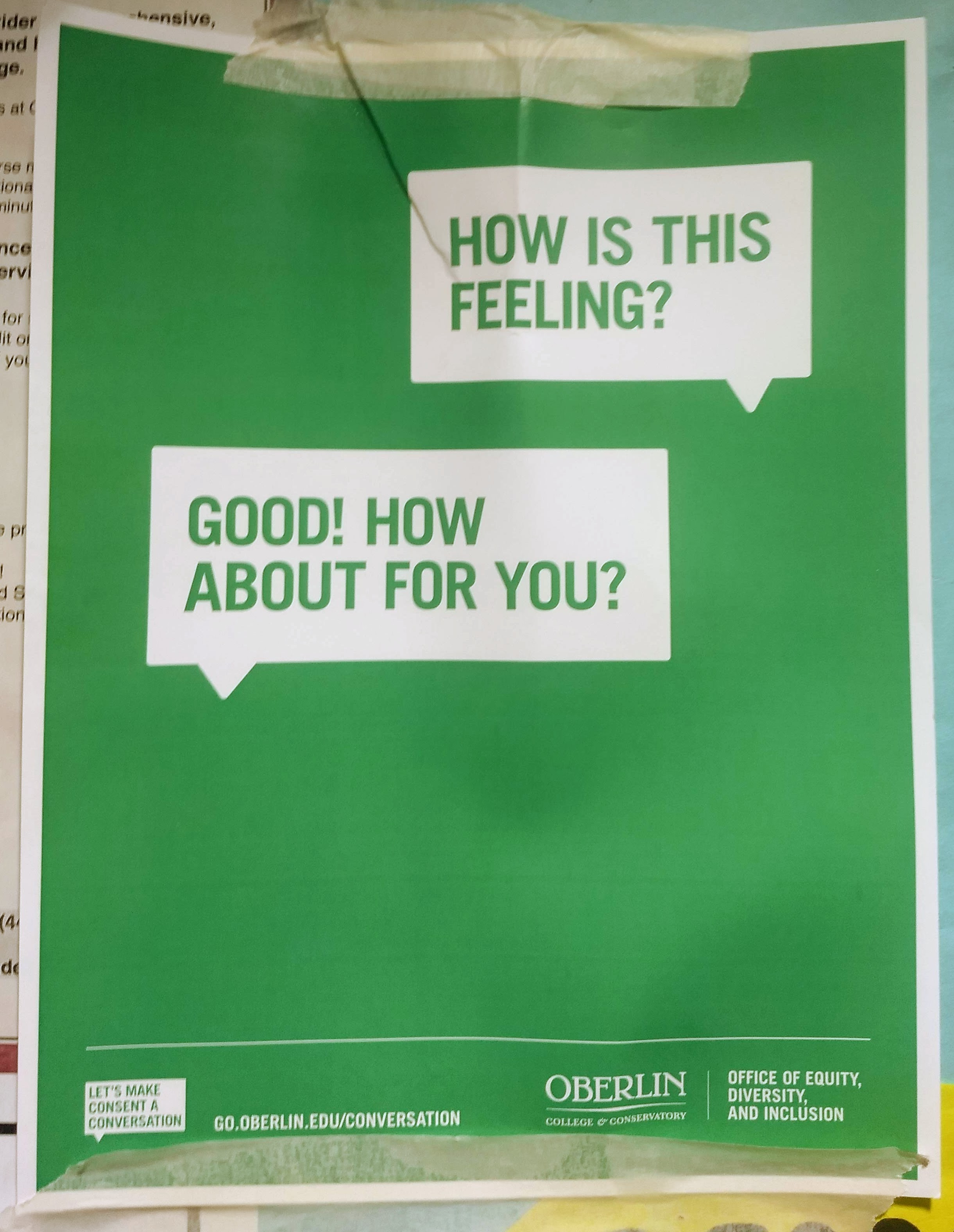
Un cartell a la Universitat d'Oberlin College que anima a l'alumnat a donar consentiment actual i recíproc durant l'activitat sexual

Les iniciatives d’educació afectivo-sexual estan treballant a incloure temes i discussions sobre consentiment sexual i tractar els "mites de la violació" especialmente a països com Regne Unit, els EUA , o el Canadà.

### "No vol dir no"

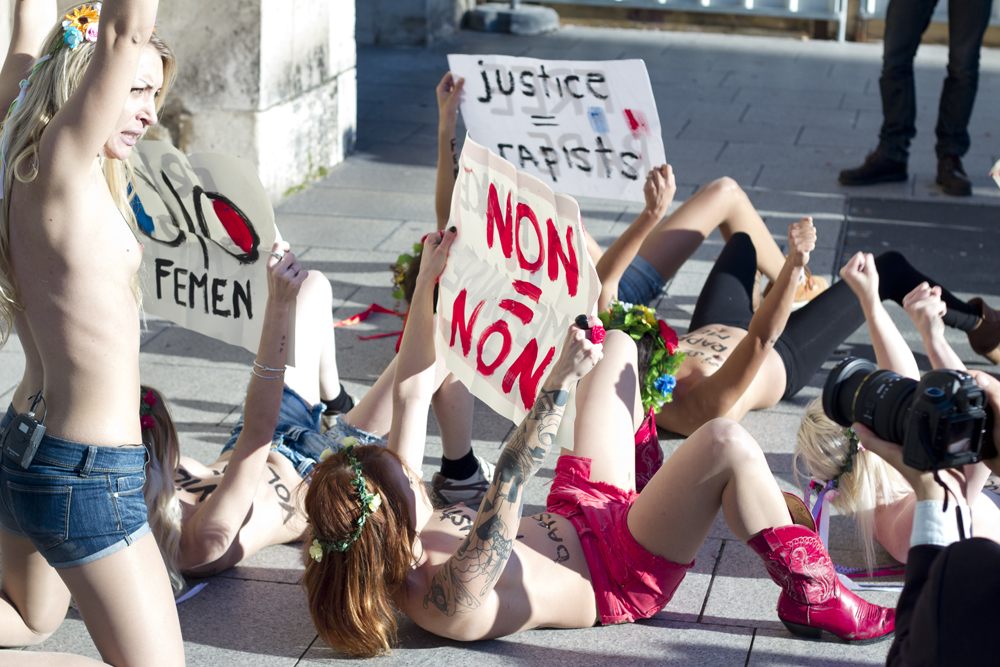
Una activista de FEMEN amb una pancarta que diu "No=No", en francès, en una protesta.

La Federació canadenca d'Estudiants (Canadian Federation of Students, CFS) va crear la primera campanya amb l'eslògan "No és no" en els anys 1990 per a augmentar la conscienciació per part de l'alumnat universitari sobre "abús/agressió sexual, estupre, i violència en les cites" i disminuir la incidència d'aquests problemes. La CFS va produir i va distribuir botons, adhesius, cartells i postals amb l'eslògan i informació sobre aquest tema. Segons la CFS, "No és No" es va pensar per a promoure la no tolerància a la violència sexual i a l'assetjament sexual i educar a l'alumnat sobre aquests assumptes.
Però van sorgir preocupacions sobre l'aproximació al consentiment tipus "no significa no" perquè algunes persones no poden dir no, bé perquè no estan conscients, estan embriacs o es troben enfront d'amenaces o coercion, sent aquest últim assumpte especialment important en casos on hi ha una important diferència de poder entre dues persones en una trobada sexual. Per a afrontar aquestes preocupacions, es va passar del "No és no" al "sí que és sí' (consentiment afirmatiu), per a assegurar que les persones no van dur a terme accions sexuals aguantant a causa de la falta de diàleg o d'oposició de resistència. Amanda Hess declara que una persona no pot ser capaç de dir no, o poden estar embriaga o desmaiada o quedar-se paralitzada per la por (estat de xoc).
Sherry Colb critica el "No és No" basant-se en el fet que això fa fa del contacte sexual l'opció "per defecte" quan dues persones han aparaulat estar en privat en una cita romàntica, almenys fins que la dona diu "no" als avanços de l'altra persona. Colb diu que sota l'aproximació tipus "no és no", un home que està en privat amb una dona en un context romàntic la pot despullar i penetrar si no diu "no", fins i tot si ella està mirant cap endavant i no fent res, la qual cosa segons Colb tracta el ser tranquil·la o no moure's com una invitació al sexe. Diu que sota l'aproximació "no és no", no hi ha un senyal metafòric "No entrar sense autorització" en el cos d'una dona, i consegüentment, les dones han de témer que acceptar una cita en privat amb l'home podria portar-les a mantenir sexe indesitjat.
La Dra. Ava Cadell suggereix que les dones en trobades sexuals diguin al seu company que volen utilitzar una expressió en codi o paraula segura per a dir a l'altre que volen parar el contacte sexual, com "Codi Vermell". També afirma que les paraules "no" i "per a" "han estat utilitzades frívolament, en to jocós o de broma antigament i no són sempre preses seriosament.”

### Afirmatiu: "Només sí és sí"

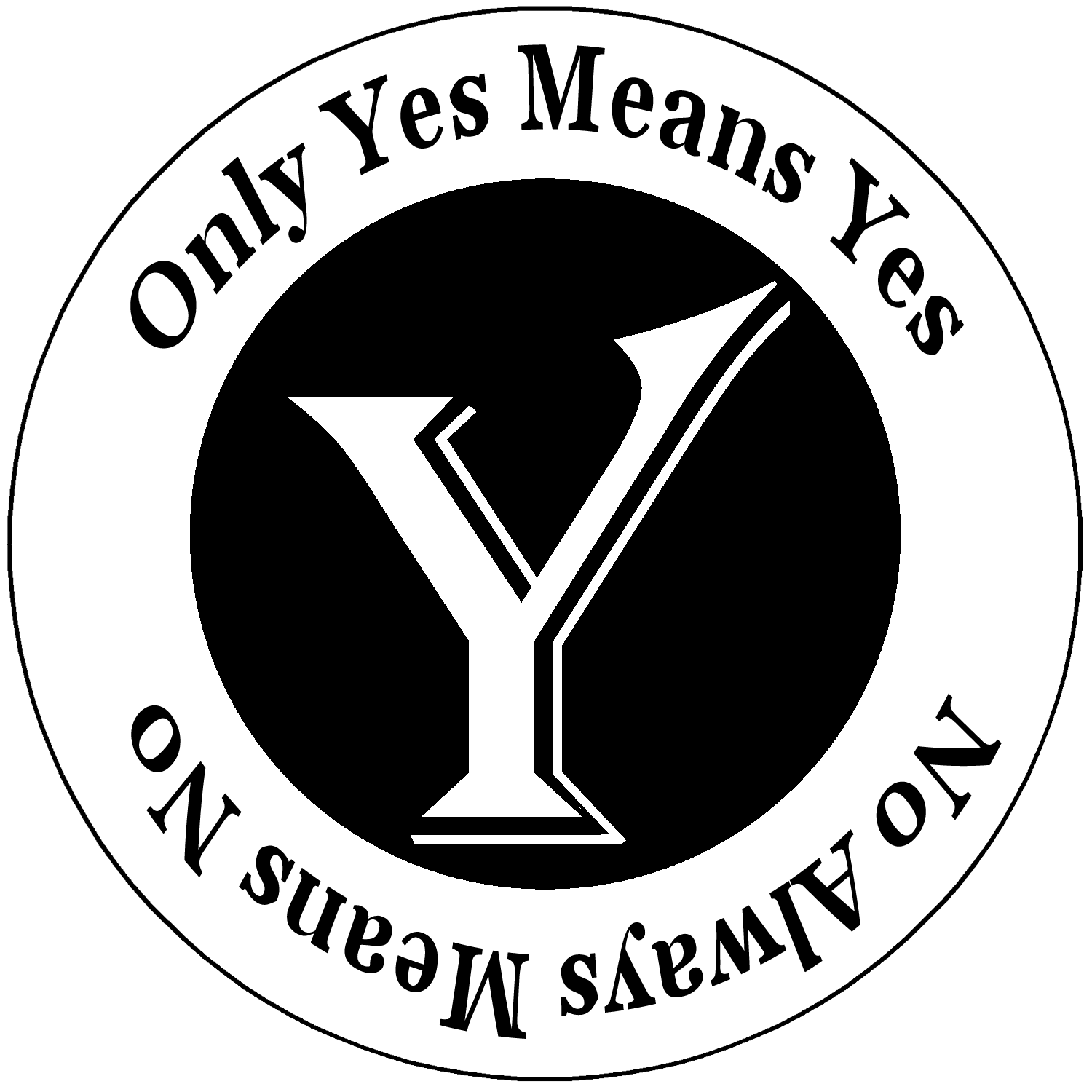
Un logotip per a la campanya del "només sí és sí"

El consentiment afirmatiu ("sí que significa sí") es dona quan totes dues parts aparaulen una conducta sexual, a través de gestos comunicatius clars i verbals o mitjançant pistes o gestos no verbals. Amb l'enfocament "sí que és sí", una persona encara pot dir "no" després d'un sí inicial. Ell "Només sí que és sí que" va ser desenvolupat per un grup de dones de l'escola estatunidenca d'arts liberals de l’Antioch College en 1991, que "...reeixidament van fer una petició per a una esmena del codi de conducta que explícitament definís el consentiment sexual requerint un entusiasta “sí” de tot el món implicat. Amb anterioritat a això, el sexe va ser considerat consensual mentre ningú digués “no" (enfocament "no és no"). Des de 2014, al‘Antioch College, l'alumnat "...ha d'aconseguir permís verbal explícit abans de fer qualsevol avanç sexual", preguntant "'Puc fer això?' I la [una altra] persona ha de respondre verbalment 'Sí.' I si no ho fa, es considera no consentit, i allò és una vulneració de les ...polítiques de la [Universitat]"; un senyal preacordada de senyal manual es pot usar si l'alumnat va fer un "acord verbal previ".
El "només sí que significa sí que" implica la comunicació i la participació activa de les persones implicades. Això és l'aproximació aprovada per universitats i colleges als EUA, que descriuen el consentiment com una "decisió afirmativa, inequívoca, i conscient per cada participant per a implicar-se en activitats sexuals mútuament acordades." egà Universitari d'Estudiants del Claremont Mckenna, diu que l'aproximació "sí que és sí que" pot ser expressada no verbalment determinant "[si] la [altra] persona està activament participant..."
Hi ha tres pilars sovint inclosos en la descripció de consentiment sexual, o "la manera en què deixem a altres saber per a què estem llestos, sigui un petó de bona nit o els moments que ens dirigeixen fins al sexe."
Són:
1. Saber exactament que i quant estic consentint
2. Expressar la meva temptativa de participar
3. Decidir lliurement i voluntàriament si participar o no[25]

Per tal d’obtenir un consentiment afirmatiu, més que dir o esperar a que la nostra parella digui "no", és millor donar i buscar un explícit "sí". Això pot venir en la forma d'un somriure, un assentir amb el cap o un sí verbal, en tant que és inequívoc, entusiasta i continu. Denice Labertew, de la Coalició de Califòrnia Contra Agressió Sexual, diu que mentre les paraules usades en el "sí que és sí que" poden variar, la idea principal és que totes dues persones estan aparaulant actes sexuals. Diu que el "sí que significa sí que" requereix un canvi important en com pensem sobre les agressions sexuals, quan requereix a homes i dones que acordin activament participar en sexe. T.K. Pritchard diu que fins i tot després que el consentiment és donat, els participants en una trobada haurien d'estar "constantment comprovant si hi ha consentiment", tant abans del contacte sexual, durant el sexe, i després, per a assegurar que el consentiment va ser present. Lauren Larson diu que una persona hauria d'acordar amb el seu soci sexual que existeix consentiment abans de fer un petó o sexe, i també, fins i tot durant aquest, quan canvien la velocitat d'una acció, canvien a una posició diferent, o mouen les seves mans a una zona del seu cos nova.
Fins i tot en el paradigma "Només sí que significa sí", si un company pregunta de manera que no doni lloc a dubtes, o si aconsegueix un "no" i llavors usa la culpa per a manipular a l'altra persona, allò pot ser considerat coerció més que consentiment; altres exemples inclouen quan un possible amant que busca sexose queixa que les seves necessitats sexuals no estan sent satisfetes, o si es mostra passiu-agressiu, o pregunta una vegada i una altra fins que aconsegueix un "sí" Conn Caroll afirma que els conservadors socials poden donar suport a lleis basades en el "Només sí que és sí", quan el risc augmentat de ser considerat culpable de mala conducta sexual menyscabarà l'interès estudiantil en la "cultura del llibertinatge" (en anglès, hook up culture) i crearà un incentiu en homes per formar relacions compromeses amb les dones, en lloc de buscar trobades d'una nit.

#### Consentiment entusiasta
Una variant del consentiment tipus "només sí que és sí que" és el consentiment entusiasta. Respect Project (Projecte de respecte) aclareix que "la sexualitat" positiva" ha de començar pel consentiment entusiasta" en el qual una persona està tan "entusiasmada en el gaudi de l'altre" com una parella promesa. Planned Parenthood diu que el consentiment entusiasta pot ser vist quan la seva parella està "...Feliç, entusiasmada, o enèrgica". Una víctima d'agressió sexual que dona suport al model de consentiment entusiasta declara que "...Si no és un entusiasta sí, llavors no és bastant." El Dr. Nicola Henry a declarar que "legislant i determinant un "[consentiment] entusiasta en un tribunal seria desafiador. Benedict Brook defineix el "consentiment entusiasta" com "només sí que és sí” amb més vigor i amb "constant comprovació entre amants que tot va bé."

## Respostes

### Contractes de consentiment
En 2003, la terapeuta sexual Dra. Ava Cadell va suggerir que les celebritats i els atletes professionals preguntessin a les seves parelles en trobades sexuals (utilitza el terme d'argot "groupies") per a signar una forma de consentiment sexual, la qual es considera l'equivalent sexual dels acords prenupcials signats abans d'alguns matrimonis. La Dra. Cadell diu que igual que les capitulacions prematrimonials, un contacte sexual pot reduir el nombre de litigis. El grup activista The Affirmative Consent Project està proporcionant caixes ('kits') de consentiment en universitats dels EUA. Les caixes inclouen un contracte que les parts han de signar, declarant que consenten a mantenir relacions sexuals. Les caixes suggereixen que la parella prengui una foto de tots dos mostrant els contractes.

### Aplicacions de consentiment
En la dècada de 2010, diverses aplicacions de telèfon intel·ligent (apps) han estat desenvolupades enn els EUA  i altres països per a donar a les parelles la capacitat de consentir electrònicament relacions sexuals. Les aplicacions inclouen, entre altres: We-Consent, Sa-Sie, LegalFling i Good2Go. LegalFling usa cadena de blocs (blockchain) i fixa uns termes i condicions de cada persona, com requerir ús de preservatiu o acordant actes sexuals concrets. Així i tot, existeixen preocupacions sobre aquestes "aplicacions de consentiment". Good2Go va ser eliminada de la tenda d'apps perquè tant a homes com a dones no els agradava fer clic en un telèfon intel·ligent en el dormitori per a gravar el seu consentiment. Un advocat declara que legalment, les aplicacions són redundants i només podrien servir com a evidència tan conjuntural, que generalment no tenen en compte el dret de les persones de retirar el seu consentiment en qualsevol punt en la interacció sexual.

### Cultura de consentiment
Els activistes i educadors promouen una "cultura de consentiment" realitzant programes d'educació del consentiment, proporcionant informació, contractant educadors de consentiment (o voluntaris), etc. Alguns activistes als campus duen a terme "Dies de consentiment " durant els quals hi ha discussions i panells sobre el tema i es lliuren samarretes i paquets de preservatius amb missatges pro-consentiment per a construir conscienciació.

#### Educadors de consentiment
L'organització estatunidenca sense ànim de lucre Speak About It (SAI') contracta educadors de consentiment per a dirigir tallers sobre "sexe, sexualitat, relacions, consentiment, i agressió sexual" per a l'alumnat altoescolar (secundari) i universitari. DAquests Educadors de consentiment inclouen alumnat de estudis de gènere, estudis de la dona, llicenciats universitaris interessats en justícia social, educadors de salut sexual, prevenció de violència domèstica i professionals del teatre. SAI és inclusiva d'identitats "de divers gènere, raça, orientacionsexual, i experiència sexual."

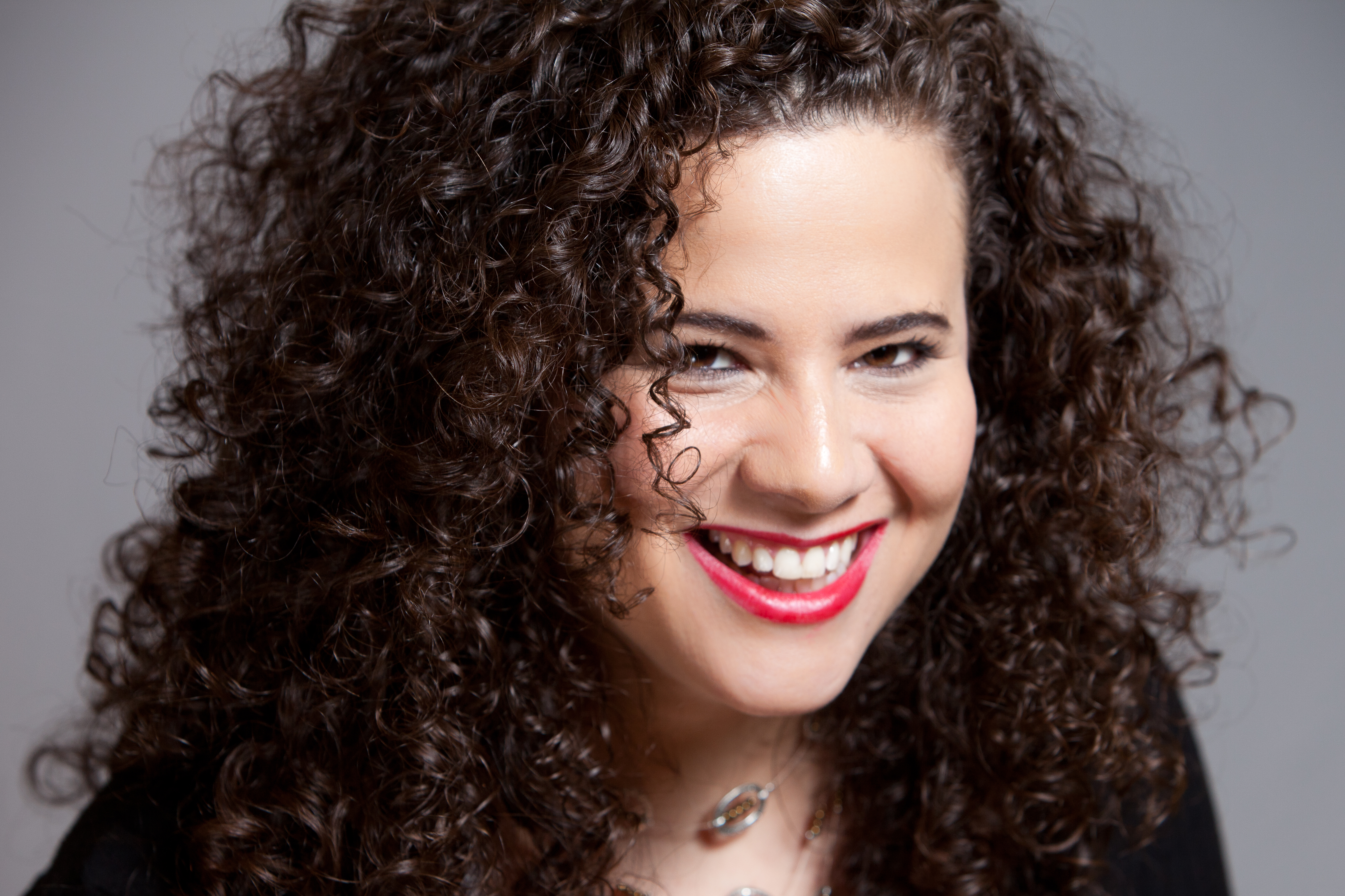
Jaclyn Friedman és una educadora de consentiment sexual sabut per a editar Sí que Significa Sí: Visions de Poder Sexual Femella i un Món Sense Violació.

Al gener de 2018, l'educadora de consentiment sexual Jaclyn Friedman va escriure un article sobre el comentari noticiós respecte al comediant Aziz Ansari i el consentiment sexual. Friedman va demanar la necessitat de "educar millor a les persones joves en aquest país sobre sexe, consentiment, i plaer" usant educació de consentiment per a ensenyar sobre comunicació sexual, llenguatge corporal, i la necessitat de comprovar si la parella està gaudint les activitats sexuals (o no).

#### Paraules codi de seguretat
Per als qui sentin incomoditat a causa del comportament de la seva parella, com p. ex. una persona que està sent tocada sense el seu consentiment, alguns locals tenen un sistema de codi de seguretat que permet als patrons alertar al personal sobre mals comportaments. Algunes barres tenen cartells als lavabos i els sotagots informant els amos del local que si necessiten indicar al cambrer que se senten insegurs amb la seva cita poden utilitzar una paraula en codi (per exemple, un nom de còctel fictici), i llavors el personal de barra escortarà a la persona fora del local per a fer segura l'arribada al seu taxi.

### Coordinador d'Intimitat
En la indústria televisiva i de cinema, en 2018, algunes companyies de producció estan contractant a "intimacy coordinador" (coordinadors d'intimitat) per a assegurar que tant actors com actrius han donat el seu consentiment abans de filmar escenes romàntiques i de sexe simulat.

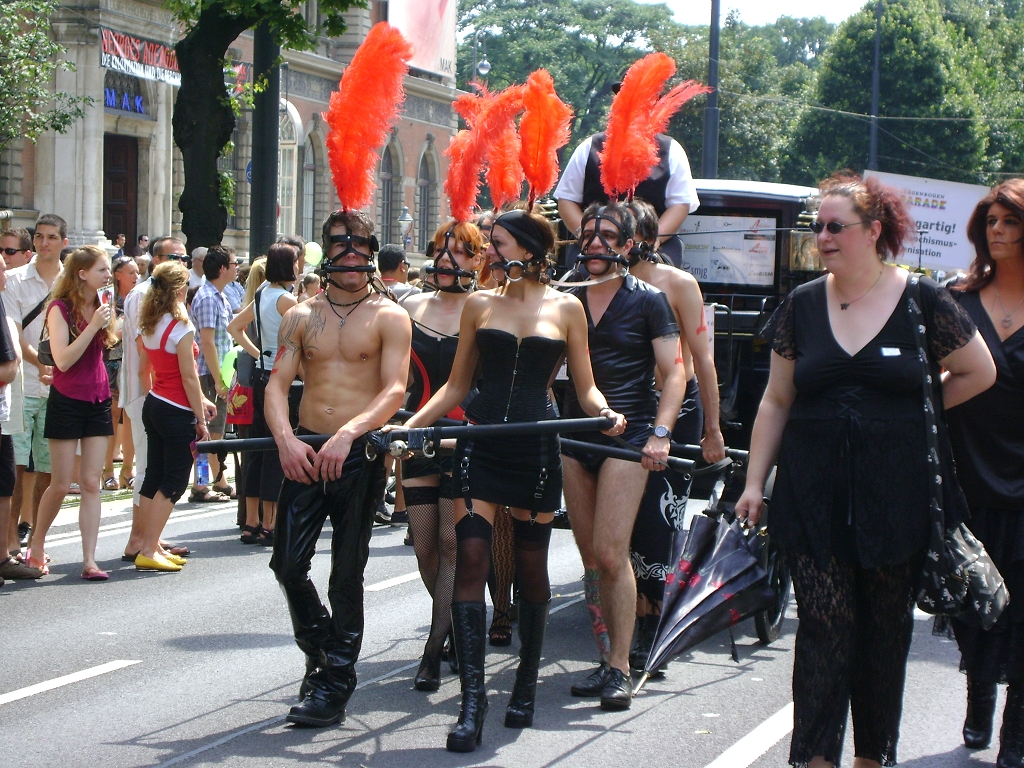
Aproximacions de consentiment afirmatiu són més complexes en l'escena BDSM, perquè en BDSM els participants aparaulen "o-consentiment consensual" per a jugar diferents rols.

### LGBT
Segons Michael Segalov els homes joves homosexuals no aprenen molt sobre consentiment i fronteres sexuals perquè a la majoria "mai se'ls va ensenyar el lenguajea usar per a explicar o entendre" les seves experiències i hi ha típicament pocs exemples de membres LGBT+ a seguir en la seva comunitat o de familiars per a demanar consell. Segalov declara que les aplicacions de ligue/xat poden crear reptes per al consentiment perquè alguns homes tenen un sentiment d’ "autorització" quan arriben al lloc de trobada, i un sentit que la interacció sexual de la trobada ha estat "preacordada" (aparaulada) en línia.

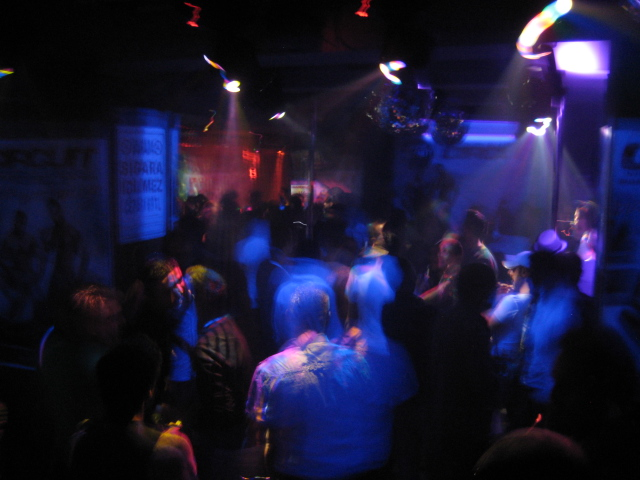
Philip Henry declara que es tolera tocar el cul i l’entrecuix en algunes barres de bars gai.